# Pucherita
La pucherita es un mineral, vanadato de bismuto, que fue descrito a partir de ejemplares encontrados en el pozo Pucher, mina Wolfgang, Schneeberg, Sajonia (Alemania), que consecuentemente es su localidad tipo. El nombre hace referencia al yacimiento en el que se encontraron los primeros ejemplares.

## Propiedades físicas y químicas
La pucherita es el polimorfo rómbico del vanadato de bismuto, mientras que la clinobisvanita es el monoclínico y la dreyerita el tetragonal. Se encuentra formando microcristales generalmente de desarrollo tabular según  {001}, euhédricos y a veces de morfología compleja, formados por la combinación de {001}, {111}, {011} y {112}. También aparece en forma terrosa. Es soluble en ácido clorhídrico, produciendo una solución de color rojo oscuro que pasa a verde cuando se diluye, a la vez que se forma un precipitado amarillo.

## Yacimientos
La pucherita es un mineral secundario de bismuto, que se encuentra junto con otros minerales secundarios en yacimientos complejos de bismuto y cobalto, o en pegmatitas graníticas. Aparece asociado habitualmente a bismita, bismutita, schumacherita y clinobisvanita. Es un mineral poco frecuente, conociéndose su presencia en alrededor de 50 localidades en el mundo, siempre en pequeñas cantidades. En Alemania, además de en la localidad tipo, se ha encontrado pucherita en otras minas del distrito de Schneeberg. En Argentina se ha encontrado en el granito en La Chinchilla, Sierra de Velasco (La Rioja). En España se ha encontrado en la mina El Pinguillo, Azuel, Cardeña (Córdoba).